# یواس‌اس داباکو (ال‌پی‌دی-۸)
یواس‌اس داباکو (ال‌پی‌دی-۸) (به انگلیسی: USS Dubuque (LPD-8)) یک کشتی است که طول آن ۵۶۹ فوت (۱۷۳ متر) می‌باشد. این کشتی در سال ۱۹۶۶ ساخته شد.